# Rege-conte
Rege-conte este o denumire dată de istoricul Bernd Schneidmüller, regilor Sfântului Imperiul Roman care au domnit în perioada dintre Interregn (sfârșită în 1273) și preluarea definitivă a tronului imperial de către dinastia regilor din Casa de Habsburg în 1438. Aceștia au fost:
- Rudolf I de Habsburg, rege (1273–1291)
- Adolf de Nassau, rege (1292–1298)
- Albert I de Habsburg, rege (1298-1308)
- Henric al VII-lea, rege din 1308, împărat (1312–1313), din Casa de Luxemburg
- Ludovic al IV-lea (Bavarezul), rege din 1314, împărat (1328–1347), din Casa de Wittelsbach
- Carol al IV-lea, rege din 1346 (reales în 1347), împărat (1355-1378) din Casa de Luxemburg
- Venceslau de Luxemburg, rege (1378-1400)
- Rupert al Rinului, rege (1401–1410), conte palatin din Casa de Wittelsbach
- Jobst de Moravia, rege (1410–1411), din Casa de Luxemburg
- Sigismund de Luxemburg, rege din 1410, împărat (1433–1437)

Totuși, această clasificare nu este general recunoscută în studiile istorice. De fapt, regi-conți au fost doar Rudolf I de Habsburg, Adolf de Nassau și Henric al VII-lea de Luxemburg; toți ceilalți regi din această perioadă au fost duci sau regi (ai Boemiei) și principi electori.